# Marieholms landskommun
Marieholms landskommun var en tidigare kommun i dåvarande Malmöhus län.

## Administrativ historik
Kommunen bildades som så kallad storkommun vid kommunreformen 1952 genom sammanläggning av kommunerna Reslöv, Torrlösa och Östra Karaby. Den fick sitt namn efter Marieholm för vilket ett municipalsamhälle, Marieholms municipalsamhälle, inrättats 1915 i Reslövs landskommun och som efter att överförts till denna landskommun upplöstes vid utgången av 1960. 
Den ägde bestånd fram till 1971, då kommunen upplöstes. Reslövs och Östra Karaby församlingar fördes till Eslövs kommun, medan Torrlösa församling lades till Svalövs kommun.
Kommunkoden var 1216.

### Kyrklig tillhörighet
I kyrkligt hänseende tillhörde kommunen församlingarna Reslöv, Torrlösa och Östra Karaby.

## Geografi
Marieholms landskommun omfattade den 1 januari 1952 en areal av 83,47 km², varav 82,94 km² land.

### Tätorter i kommunen 1960
I Marieholms landskommun fanns tätorten Marieholm, som hade 1 160 invånare den 1 november 1960. Tätortsgraden i kommunen var då 36,0 procent.

## Politik

### Mandatfördelning i valen 1950-1966
| 16 | 14 | 3 | 2 |

| 32 |

| 16 | 11 | 4 | 4 |

| 32 |

| 15 | 14 | 2 | 4 |

| 32 |

| 17 | 12 | 2 | 4 |

| 32 |

| 16 | 12 | 4 | 3 |

| 30 | 5 |